# Tiple doliente
El tiple doliente  es un cordófono de la familia de las cuerdas pulsadas, es el más pequeño de los instrumentos de cuerda típicos de Puerto Rico, es de sonido más agudo, tiene 5 cuerdas sueltas y por lo general es de aproximadamente 15 pulgadas de longitud. 

## Variante
El tiple requinto de la montaña es una variante y versión pequeña del tiple doliente, con sólo tres cuerdas. Por lo general es más pequeño que 12 pulgadas, también original de Puerto Rico.